# Ornipressin
Ornipressin là một thuốc co mạch, cầm máu và thuốc thận.